# U-42 (1939)
U-42 — большая океанская немецкая подводная лодка типа IX-A, времён Второй мировой войны. Заказ на постройку был отдан 21 ноября 1936 года. Лодка была заложена на верфи судостроительной компании «АГ Везер» в Бремене 21 декабря 1937 год под заводским номером 947. Спущена на воду 16 февраля 1939 года. 15 июля 1939 года принята на вооружение и под командованием капитан-лейтенанта Рольфа Дау вошла в состав 6-й флотилии.

## История службы
Совершила 1 боевой поход, повредила 1 судно (4 803 брт). Потоплена 13 октября 1939 года к юго-западу от побережья Ирландии в точке с координатами 49°12′ с. ш. 16°00′ з. д. английским флотом, погибло 26 человек, спаслись 20 человек.

### Первый поход
Закончив тренировочные упражнения в составе 6-й флотилии, продолжавшиеся с 16 июля 1939 года по 1 октября 1939 года, U-42 была переведена на активную службу. На следующий день она вышла из Вильгельмсхафена в первый и последний поход. Во время 12-дневного перехода субмарина вышла в Северное море и обогнула Британские острова, после чего занялась поисками конвоев союзников.
13 октября, действуя в составе Волчьей стаи Хартманна U-42 обнаружила отделившийся от конвоя OB-17 грузовой пароход SS Stonepool, шедший из Ливерпуля, Англия на Сент-Винсент. Атака на это судно была первой и единственной за всю короткую жизнь U-42.
Примерно в 08:30 к югу от заливу Бэнтри в точке с координатами 48°40′ с. ш. 15°30′ з. д. U-42 открыла огонь из палубной пушки по SS Stonepool, повредив его. Однако через 10 минут, после прицельного ответного огня, субмарина была вынуждена погрузиться, оставив расчет пушки в воде. Пока лодка опомнилась и вновь всплывала, дабы подобрать членов экипажа, пароход успел подать сигнал бедствия, на который тут же прибыли HMS Ilex и  HMS Imogen.

### Судьба
Примерно в 18:55 пароход вновь обнаружил всплывшую ПЛ, подбиравшую членов экипажа, и буквально через несколько минут эсминцы HMS Ilex и  HMS Imogen потопили её при помощи глубинных бомб.
26 членов экипажа из 46 на борту, погибли во время атаки, а оставшиеся 20 стали военнопленными. Самым молодым членом экипажа U-42 был Рудольф Нуггель (нем. Rudolf Nuggel), родившийся 22 декабря 1919 года. На момент атаки и его гибели ему было 19, и его 20-летие должно было состояться через два месяца. Самым старшим членом экипажа был командир лодки Рольф Дау - он родился 1 апреля 1906 года и на момент атаки, которую он пережил, ему было 33. U-42 стала пятой по счету U-boat, погибшей во время Второй мировой войны.

## Командиры
- 15 июля 1939 года — 13 октября 1939 года - капитан-лейтенант Рольф Дау (нем. Kapitänleutnant Rolf Dau)

## Флотилии
- 15 июля 1939 года — 1 октября 1939 года - 6-я флотилия (учебная)
- 2 октября 1939 года — 13 октября 1939 года - 6-я флотилия (боевая служба)

## Потопленные суда
| Дата      | Тип            | Принадлежность | Дата                  | Тоннаж (БРТ) | Груз                                                              | Судьба    | Место                     |
| Stonepool | грузовое судно | Великобритания | 11 сентября 1941 года | 4 803        | 7000 тонн пшеницы, 528 тонн овса, грузовики, общим весом 115 тонн | поврежден | 63°05′ с. ш. 37°50′ з. д. |